# Municipio de Atlanta (Illinois)
El municipio de Atlanta (en inglés: Atlanta Township) es un municipio ubicado en el condado de Logan en el estado estadounidense de Illinois. En el año 2010 tenía una población de 1926 habitantes y una densidad poblacional de 30,73 personas por km².

## Geografía
El municipio de Atlanta se encuentra ubicado en las coordenadas 40°14′56″N 89°12′35″O / 40.24889, -89.20972. Según la Oficina del Censo de los Estados Unidos, el municipio tiene una superficie total de 62.67 km², de la cual 62,63 km² corresponden a tierra firme y (0,07 %) 0,04 km² es agua.

## Demografía
Según el censo de 2010, había 1926 personas residiendo en el municipio de Atlanta. La densidad de población era de 30,73 hab./km². De los 1926 habitantes, el municipio de Atlanta estaba compuesto por el 97,4 % blancos, el 0,26 % eran afroamericanos, el 0,1 % eran amerindios, el 0,57 % eran asiáticos, el 0,52 % eran de otras razas y el 1,14 % eran de una mezcla de razas. Del total de la población el 1,66 % eran hispanos o latinos de cualquier raza.